# Giấy tờ có giá
Giấy tờ có giá là chứng chỉ hoặc bút toán ghi sổ, trong đó xác nhận quyền tài sản của một chủ thể nhất định (tổ chức, cá nhân) xét trong mối quan hệ pháp lý với các chủ thể khác.

## Các thuộc tính
- Xác nhận quyền tài sản của một chủ thể xác định;
- Trị giá được bằng tiền;
- Có thể chuyển giao quyền sở hữu cho chủ thể khác trong giao lưu dân sự.
- Có tính thanh khoản

## Các loại giấy tờ có giá
- Cổ phiếu
- Trái phiếu (chính phủ, công ty)
- Chứng chỉ quỹ
- Hối phiếu đòi nợ, hối phiếu nhận nợ
- Kỳ phiếu
- Séc
- Quyền mua cổ phần, chứng quyền, hợp đồng tương lai, nhóm chứng khoán hoặc chỉ số chứng khoán, hợp đồng góp vốn đầu tư
- Chứng chỉ tiền gửi

## Các loại giấy tờ có giá theo Quy định của Pháp luật Việt Nam
Điều 105 Bộ luật Dân sự năm 2015  quy định: "Tài sản là vật, tiền, giấy tờ có giá và quyền tài sản".
Theo điểm 8, Điều 6 Luật Ngân hàng Nhà nước Việt Nam năm 2010 , giấy tờ có giá là “bằng chứng xác nhận nghĩa vụ trả nợ giữa tổ chức phát hành giấy tờ có giá với người sở hữu giấy tờ có giá trong một thời hạn nhất định, điều kiện trả lãi và các điều kiện khác”.
Ngoài ra, các quy định khác của pháp luật hiện hành thì giấy tờ có giá bao gồm: 
- Hối phiếu đòi nợ, hối phiếu nhận nợ, séc, công cụ chuyển nhượng khác được quy định tại Điều 1 Luật Các công cụ chuyển nhượng năm 2005;
- Trái phiếu Chính phủ, trái phiếu công ty, kỳ phiếu, cổ phiếu được quy định tại điểm c, khoản 1, Điều 4 Pháp lệnh ngoại hối năm 2005;
- Tín phiếu, hối phiếu, trái phiếu, công trái và các công cụ khác làm phát sinh nghĩa vụ trả nợ được quy định tại điểm 16, Điều 3 Luật Quản lý nợ công 2009;
- Các loại chứng khoán (Cổ phiếu, trái phiếu, chứng chỉ quỹ; Quyền mua cổ phần, chứng quyền, quyền chọn mua, quyền chọn bán, hợp đồng tương lai, nhóm chứng khoán hoặc chỉ số chứng khoán; Hợp đồng góp vốn đầu tư; Các loại chứng khoán khác do Bộ Tài chính quy định) được quy định tại điểm 3 Luật Sửa đổi, bổ sung một số điều của Luật Chứng khoán năm 2010 ;
- Trái phiếu doanh nghiệp được quy định tại Khoản 1 Điều 2 Nghị định số 90/2011/NĐ-CP của Chính phủ về phát hành trái phiếu doanh nghiệp .